# میتنوالده (مارک)
شهر میتنوالده (به آلمانی: Mittenwalde) در ایالت برندنبورگ در کشور آلمان واقع شده‌است.